# Досси, Софи
Софи́ До́сси (род. 21 июня 2001, Сайпресс, штат Калифорния, США) — американская цирковая гимнастка, видеоблогер, танцовщица и актриса; финалистка 11-го сезона телевизионного конкурса America's Got Talent (2016), участница 1-го сезона конкурса AGT: The Champions (2019) и финалистка конкурса AGT: Fantasy League (2024).

## Биография
Софи Досси родилась и провела детство в городе Сайпресс в Южной Калифорнии. Её отец Майк, предприниматель по профессии, имеет итальянские корни, а мать Абир, работающая тренером по пилатесу — арабские. У неё есть старший брат Зак, вместе с которым она снимает ролики для своего ютьюб-канала.
В детстве Софи занималась спортивной гимнастикой, танцами и училась играть на фортепиано. Будучи на домашнем обучении, она не ходила в школу, а занималась с матерью. Отец помогал ей в становлении карьеры, своими руками делая требуемый реквизит и подвозя её на машине, когда это было нужно. Также он ассистирует дочери во время выступлений.
В возрасте 12 лет Софи увидела видеозапись выступления артистов «Цирка дю Солей». Пробуя повторить движения гимнастов, она обнаружила, что обладает гибкостью тела и может сгибаться так же, как они. С этого момента девочка увлеклась конторсией и начала самостоятельно обучаться этому виду циркового искусства при помощи видеороликов на YouTube. Примерно тогда же, в ноябре 2013 года, Софи зарегистрировала аккаунт на TikTok и с помощью брата начала вести собственный видеоблог на канале YouTube.
Поначалу она демонстрировала свои достижения перед семьёй и друзьями, но постепенно начала выступать перед публикой на различных мероприятиях, несмотря на то, что в детстве была очень стеснительна.
В 2016 году, в возрасте 14 лет, приняла участие в 11-м сезоне телевизионного конкурса America's Got Talent. Софи очаровала зрителей и судей гибкостью тела, акробатическими элементами, а также непосредственностью и чувством юмора. Особый эффект произвёл её финальный трюк (который и раньше исполнялся в телевизионных шоу): выстрел из лука, выполненный в глубоком прогибе в стойке на руках при помощи пальцев стопы. В следующем отборочном раунде, после того, как Софи выстрелила из лука горящей стрелой, певица Риба Макинтайр, будучи приглашенной судьёй, нажала на «золотую кнопку» — таким образом, проведя девушку сразу в финал. В финале Софи выполнила гимнастическое упражнение с воздушным обручем под песню группы Il Volo, однако не вошла в пятерку лучших. В 2016—2017 годах трижды участвовала в телешоу Эллен Дедженерес.
В 2019 году участвовала в 1-м сезоне конкурса America's Got Talent: The Champions, выступив под песню вокального трио Il Volo. В том же году была приглашённой участницей четвертьфинала 14-го сезона, исполнив воздушное упражнение во время выступления певицы Бьянки Райан, победительницы 1-го сезона America's Got Talent. В 2023 году Софи появилась в финале 18-го сезона, исполнив в эфире от 20 сентября акробатический номер во время выступления певицы Рибы Макинтайр с песней Can't Even Get the Blues.
В 2022 году дебютировала как певица, исполнив песню Bunny, которую написал и спродюсировал её брат Зак — созданный ими видеоклип собрал на YouTube несколько миллионов просмотров.
В 2024 году приняла участие в третьем отборочном выпуске телешоу America's Got Talent: Fantasy League (вышел в эфир 15 января) и прошла в финал конкурса, получив «золотую кнопку» от члена жюри Хайди Клум.
В качестве блогера Софи ведёт аккаунты на таких ресурсах, как TikTok, Instagram и YouTube. Создавать видео ей помогает старший брат Зак. В 2017 году за стрим на ресурсе Live.Me. она получили свою первую номинацию на интернет-премию Streamy Awards. Делает совместные интернет-проекты с такими акро-блогерами, как сёстры Рыбка (Австралия), Анна Макналти (Канада) и фотограф Джордан Мэттерс (США).
Софи тренируется и отрабатывает свои элементы преимущественно дома, где имеется необходимый цирковой инвентарь, и в собственном дворе, где у неё подвешены обруч и полотна для воздушной гимнастики. Так как Софи училась самостоятельно, просматривая видеоролики на YouTube, то, не имея профессионального наставника, она не знала названия многих поз и элементов. Гимнастка стала сама придумывать имена движениям, и, таким образом, создала собственную терминологию, не совпадающую с цирковой.
Начав с подражания и визуального копирования, достигнув определённого уровня, Софи стала придумывать новые гибкостные позы и изобретать собственные элементы. Согласно её словам, самое сложное для неё — это не принять экстремальное положение тела, а вернуться в нормальное без видимых усилий и, самое главное, безопасным способом — что требует большого мышечного усилия.
По словам Софи, самый популярный вопрос, который ей задают люди, это «есть ли у неё позвоночник?».

## Фильмография
| Год  | Название                             | Эпизод                        | Роль                                                   |
| ---- | ------------------------------------ | ----------------------------- | ------------------------------------------------------ |
| 2016 | America's Got Talent                 | 11 сезон                      | финалист конкурса («золотая кнопка» от Рибы Макинтайр) |
| 2016 | «Кей Си. Под прикрытием»             | Tightrope of Doom (2-й сезон) | гимнастка                                              |
| 2016 | «Чудаардварк»                        | «Первый день в школе»         | камео                                                  |
| 2018 | Boss Cheer                           |                               | Дани                                                   |
| 2019 | America's Got Talent: The Champions  | 1 сезон                       | участник конкурса                                      |
| 2019 | America's Got Talent                 | 14 сезон                      | акробатический номер под песню Бьянки Райан            |
| 2023 | America's Got Talent                 | 18 сезон                      | акробатический номер под песню Рибы Макинтайр          |
| 2024 | America's Got Talent: Fantasy League |                               | финалист конкурса («золотая кнопка» от Хайди Клум)     |